# 東部鎮區 (伊利諾伊州富蘭克林縣)
東部鎮區（英語：Eastern Township）是位於美國伊利諾伊州富蘭克林縣的一個行政鎮區。

## 地方資料
根據2010年美國人口普查的數據，東部鎮區的面積為93.80平方千米，當中陸地面積為93.60平方千米，而水域面積為0.20平方千米。當地共有人口564人，而人口密度為每平方千米6.01人。